# Sơn Thành, Na Rì
Sơn Thành là một xã thuộc huyện Na Rì, tỉnh Bắc Kạn, Việt Nam.
Tên của xã được ghép từ tên của hai xã cũ là Lam Sơn và Lương Thành.

## Địa lý
Xã Sơn Thành nằm ở trung tâm huyện Na Rì, có vị trí địa lý:
- Phía đông giáp xã Kim Lư
- Phía tây giáp xã Văn Lang
- Phía nam giáp xã Cư Lễ và xã Văn Minh
- Phía bắc giáp thị trấn Yến Lạc và xã Văn Lang.

Xã Sơn Thành có diện tích 40,36 km², dân số năm 2019 là 3.130 người, mật độ dân số đạt 78 người/km².
Khuổi Pin đổ vào sông Na Rì rồi từ phía nam chảy lên hợp lưu với sông Bắc Giang chảy từ hướng tây vào xã Sơn Thành.
Quốc lộ 279 chạy qua địa bàn xã, song song theo thung lũng của hai dòng sông, giao với Quốc lộ 3B.

## Lịch sử
Địa bàn xã Sơn Thành hiện nay trước đây vốn là hai xã Lương Thành và Lam Sơn thuộc huyện Na Rì.
Trước khi sáp nhập, xã Lương Thành có diện tích 17,69 km², dân số khoảng 1.123 người, mật độ dân số đạt 63 người/km², có 9 thôn, bản: Nà Pàn, Nà Lẹng, Pác Cáp, Khuổi Kháp, Bản Chang, Soi Cải, Nà Khon, Phiêng Cuôn, Nà Kèn. Xã Lam Sơn có diện tích 22,67 km², dân số là 2.007 người, mật độ dân số đạt 89 người/km², có 10 thôn, bản: Xưởng Cưa, Thanh Sơn, Khuổi Luông, Diếu, Pò Chẹt, Pan Khe, Nà Nôm, Thôm Pục, Hợp Thành, Hát Lài.
Ngày 10 tháng 1 năm 2020, Ủy ban Thường vụ Quốc hội ban hành Nghị quyết số 855/NQ-UBTVQH14 về việc sắp xếp các đơn vị hành chính cấp xã thuộc tỉnh Bắc Kạn (nghị quyết có hiệu lực từ ngày 1 tháng 2 năm 2020). Theo đó, sáp nhập toàn bộ diện tích và dân số của xã Lương Thành và xã Lam Sơn thành xã Sơn Thành.